# Adrian Szewczykowski
Adrian Szewczykowski (ur. 15 marca 1989 w Gorzowie Wielkopolskim) – polski żużlowiec.
Karierę w sporcie żużlowym rozpoczął w  2005 roku. Wcześniej startował na miniżużlu od 1995 r. w Wawrowie pod okiem trenera Bogusława Nowaka. Zwycięzca całej edycji Grand Prix w miniżużlu. Złoty medalista w Drużynowych Mistrzostwach "Talenty Europy".
Pierwsze kroki na dużym torze stawiał pod nadzorem trenera ówczesnej Stali Gorzów- Stanisława Chomskiego. W roku 2007 wraz z kolegami z drużyny zdobył wicemistrzostwo w MMPPK, ponadto srebrny medal w MDMP. W 2007 r. z drużyną Stali Gorzów wywalczył awans do Ekstraligi. Adrian w sezonie 2010 został wypożyczony do PSŻ Lechmy Poznań.

## Osiągnięcia
- Brązowy Kask – 2006 (XIV), 2007 (IV), 2008 (III)
- Młodzieżowe drużynowe mistrzostwa Polski – 2007 (II), 2009 (II)
- Młodzieżowe mistrzostwa Polski par klubowych – 2007 (II), 2008 (IV) 2010 (I)
- Młodzieżowe indywidualne mistrzostwa Polski – 2008 (X)
- Srebrny Kask – 2008 (VIII)
- IMLJ – 2008 (VI)

## Kariera klubowa
- Stal Gorzów (2005–2008)